# Giải thưởng Ngôi Sao Xanh 2023
Giải thưởng Ngôi Sao Xanh 2023 hay Giải thưởng Guơng mặt Điện ảnh - Truyền hình hôm nay 2023 (Tiếng Anh: Face Of The Year Awards 2023) là Giải thưởng Ngôi Sao Xanh lần thứ 10 do Kênh truyền hình TodayTV kết hợp với Tạp chí Thế giới điện ảnh tổ chức. Lễ trao giải diễn ra vào ngày 10 tháng 1 năm 2024 tại Nhà hát Hòa Bình, Thành phố Hồ Chí Minh.

## Tổ chức
Ngày 12 tháng 12 năm 2023 tại M.PLEX Studios & Theatre, quận 1, Họp báo Lễ trao giải Ngôi Sao Xanh lần thứ 10 đã diễn ra thành công tốt đẹp với sự tham gia của nhiều nghệ sĩ gạo cội và các nhà làm phim tên tuổi hàng đầu. Trong buổi họp báo, Ban tổ chức đã công bố 291 đề cử chính thức tham gia tranh tài ở 3 hạng mục Điện ảnh, Truyền hình và Web Drama, đồng thời hướng dẫn cách thức và mở cổng bình chọn để khán giả bắt đầu tham gia bỏ phiếu cho các diễn viên, bộ phim mình yêu thích. Thành phần ban tổ chức, gồm:
1. Ông Lâm Chí Thiện: Tổng Giám Đốc Tập Đoàn IMC (Trưởng Ban Tổ Chức)
2. Ông Lâm Anthony: Giám Đốc Điều Hành kênh TodayTV
3. Bà Tô Ánh Nguyệt: Giám Đốc Điều Hành kênh YouTV

### Hệ thống giải thưởng
| Thứ tự           | Hạng mục phim    | Hạng mục phim    | Số giải thưởng | Số giải thưởng      | Thắng giải / Đề cử / Lọt vào danh sách |
| Thứ tự           | Hạng mục phim    | Hạng mục phim    | Khán giả       | Hội đồng nghệ thuật | Thắng giải / Đề cử / Lọt vào danh sách |
| ---------------- | ---------------- | ---------------- | -------------- | ------------------- | -------------------------------------- |
| 1                | Điện ảnh         | Điện ảnh         | 2              | 8                   | 10 / 30 / 45                           |
| 2                | Truyền hình      | Việt Nam         | 3              | 5                   | 8 / 24 / 56                            |
| 2                | Truyền hình      | Nước ngoài       | 3              | 0                   | 3 / 9 / 37                             |
| 3                | Chiếu mạng       | Chiếu mạng       | 3              | 3                   | 6 / 18 / 49                            |
| TỔNG: 3 hạng mục | TỔNG: 3 hạng mục | TỔNG: 3 hạng mục | 11             | 16                  | 27 / 81 / 187                          |

### Hội đồng nghệ thuật, ban cố vấn
Hội đồng nghệ thuật, gồm:
1. Nhà báo Đinh Trọng Tuấn: Tổng Biên tập Tạp chí TGĐA (Chủ tịch Hội dồng nghệ thuật)
2. NSND Đào Bá Sơn: Đạo diễn
3. NSƯT Lê Hoàng: Đạo diễn
4. NSND Kim Xuân: Diễn viên
5. Châu Thổ: Nhà biên kịch
6. NSƯT Đỗ Đức Thịnh: Đạo diễn
7. Đoàn Minh Tuấn: Nhà phê bình, nhà biên kịch

Ban cố vấn, gồm:
1. PGS.TS Nguyễn Thế Kỷ: Chủ tịch Hội đồng Lý luận, phê bình văn học, nghệ thuật Trung ương
2. PGS.TS Đỗ Lệnh Hùng Tú: Chủ tịch Hội Điện ảnh Việt Nam
3. TS Ngô Phương Lan: Phó chủ tịch Hội đồng Lý luận, phê bình văn học, nghệ thuật Trung ương, Chủ tịch Hiệp hội Xúc tiến và phát triển Điện Ảnh Việt Nam.

### Quá trình đề cử

#### Phim tranh giải
|                             | Tựa                                | Đạo diễn                                  | Sản xuất / Thông tin khác                                                                              | Sản xuất / Thông tin khác                                                                              |
| Phim điện ảnh               | Hạnh phúc máu                      | Nguyễn Chung                              | Dược Sĩ Tiến Entertainment                                                                             | Dược Sĩ Tiến Entertainment                                                                             |
| Phim điện ảnh               | Tro tàn rực rỡ                     | Bùi Thạc Chuyên                           | Công ty TNHH Ân Nam Films                                                                              | Công ty TNHH Ân Nam Films                                                                              |
| Phim điện ảnh               | Nhà bà Nữ                          | Trấn Thành                                | Công ty TNHH Giải trí CJ HK                                                                            | Công ty TNHH Giải trí CJ HK                                                                            |
| Phim điện ảnh               | Chị chị em em 2                    | Vũ Ngọc Đãng                              | Công ty Cổ phần Muse Films                                                                             | Công ty Cổ phần Muse Films                                                                             |
| Phim điện ảnh               | Siêu lừa gặp siêu lầy              | Võ Thanh Hòa                              | Công ty Cổ phần 89S Group                                                                              | Công ty Cổ phần 89S Group                                                                              |
| Phim điện ảnh               | Con Nhót mót chồng                 | Vũ Ngọc Đãng                              | Công ty TNHH Giải trí tổng hợp Thu Trang                                                               | Công ty TNHH Giải trí tổng hợp Thu Trang                                                               |
| Phim điện ảnh               | Kẻ ẩn danh                         | Trần Trọng Dần                            | Công ty TNHH New Area                                                                                  | Công ty TNHH New Area                                                                                  |
| Phim điện ảnh               | Người vợ cuối cùng                 | Victor Vũ                                 | Công ty TNHH Lotte Entertainment Việt Nam, Công ty Cổ phần Giải trí TFILM, Công ty TNHH November Films | Công ty TNHH Lotte Entertainment Việt Nam, Công ty Cổ phần Giải trí TFILM, Công ty TNHH November Films |
|                             |                                    |                                           | | |
| Phim truyền hình Việt Nam   | Gieo nhân                          | Hồ Ngọc Xum                               | Hãng phim Truyền hình Thành phố Hồ Chí Minh                                                            | Hãng phim Truyền hình Thành phố Hồ Chí Minh                                                            |
| Phim truyền hình Việt Nam   | Lụa                                | Trần Đức Long                             | Hãng phim Truyền hình Thành phố Hồ Chí Minh                                                            | Hãng phim Truyền hình Thành phố Hồ Chí Minh                                                            |
| Phim truyền hình Việt Nam   | Biển nhớ Thiên Di                  | Hoàng Mập, Cư Huế                         | Hãng phim Hoàng Thần Tài                                                                               | Hãng phim Hoàng Thần Tài                                                                               |
| Phim truyền hình Việt Nam   | Chị em khác mẹ                     | Nhâm Minh Hiền                            | Công ty M&T Pictures                                                                                   | Công ty M&T Pictures                                                                                   |
| Phim truyền hình Việt Nam   | Vạn dặm nhân sinh                  | Quách Khoa Nam                            | Công ty M&T Pictures                                                                                   | Công ty M&T Pictures                                                                                   |
| Phim truyền hình Việt Nam   | Tình yêu dối lừa                   | Trần Ngọc Phong                           | Công ty M&T Pictures                                                                                   | Công ty M&T Pictures                                                                                   |
| Phim truyền hình Việt Nam   | Hoa hồng cho sớm mai               | Võ Việt Hùng                              | Công ty M&T Pictures                                                                                   | Công ty M&T Pictures                                                                                   |
| Phim truyền hình Việt Nam   | Có hẹn với yêu thương              | Xuân Phước                                | Hãng phim Xuân Phước                                                                                   | Hãng phim Xuân Phước                                                                                   |
| Phim truyền hình Việt Nam   | Trên cả tình thân                  | Thái Trình                                | Công ty Trách nhiệm hữu hạn Truyền hình cáp Saigontourist                                              | Công ty Trách nhiệm hữu hạn Truyền hình cáp Saigontourist                                              |
| Phim truyền hình Việt Nam   | Màu cát                            | Nhâm Minh Hiền                            | Công ty Trách nhiệm hữu hạn Truyền hình cáp Saigontourist                                              | Công ty Trách nhiệm hữu hạn Truyền hình cáp Saigontourist                                              |
|                             |                                    |                                           | | |
| Phim truyền hình nước ngoài | Thâm kế độc tình                   | Mi Thanawat Panyarin                      | พิษรักรอยอดีต (Phit Rak Roi Adeet) / Revenge from the Past                                                | Thái Lan                                                                                               |
| Phim truyền hình nước ngoài | Nữ thần rắn báo thù                | Ranjan Kumar Singh, Dharmesh Shah         | नागिन (Naagin)                                                                                           | Ấn Độ                                                                                                  |
| Phim truyền hình nước ngoài | Ngôi làng huyền bí                 | Poomipatara Sungwanworakul                | เพรงลับแล (Preng Lab Lae)                                                                               | Thái Lan                                                                                               |
| Phim truyền hình nước ngoài | Tình ký song sinh                  | Boonyathorn Kitiphattakon                 | ปมรักสลับหัวใจ (Pom Ruk Salub Hua Jai) / Secret Love                                                      | Thái Lan                                                                                               |
| Phim truyền hình nước ngoài | Ma cà rồng khi yêu                 |                                           | ภูตรัตติกาล (Poot Ratikarn) / Forest Demon                                                                | Thái Lan                                                                                               |
| Phim truyền hình nước ngoài | Với tôi anh chỉ là người nguy hiểm | Chu De Jian                               | 对我而言危险的他 (Dui Wo Er Yan Wei Xian De Ta) / My Lethal Man                                        | Trung Quốc                                                                                             |
| Phim truyền hình nước ngoài | Mộng Hồ Điệp                       | Wo Worawit Khuttiyayothin                 | คุณชาย (Khun Chai, Sir) / To Sir, With Love                                                             | Thái Lan                                                                                               |
| Phim truyền hình nước ngoài | Nghe nói em thích tôi              | Yang Yang                                 | 听说你喜欢我 (Ting Shuo Ni Xi Huan Wo) / Have a Crush on You                                           | Trung Quốc                                                                                             |
| Phim truyền hình nước ngoài | Rừng hoa rực lửa                   | Oh Kathadeb                               | ดงดอกไม้ (Dong Dok Mai) / Desirable Flowers                                                             | Thái Lan                                                                                               |
|                             |                                    |                                           | | |
| Phim chiếu mạng             | Chủ tịch giao hàng                 | Đỗ Đức Thịnh                              | Kênh Trường Giang                                                                                      | Kênh Trường Giang                                                                                      |
| Phim chiếu mạng             | Chuyện nhà Tí                      | Đỗ Quốc Trung                             | Kênh Minh Dự Official                                                                                  | Kênh Minh Dự Official                                                                                  |
| Phim chiếu mạng             | Phúc Cọp (Chạm)                    | Đinh Công Hiếu                            | Kênh Ưng Hoàng Phúc                                                                                    | Kênh Ưng Hoàng Phúc                                                                                    |
| Phim chiếu mạng             | Vi Cá tiền truyện                  | Tô Gia Tuấn (Mr. Tô)                      | Kênh Quách Ngọc Tuyên Official                                                                         | Kênh Quách Ngọc Tuyên Official                                                                         |
| Phim chiếu mạng             | Về nhà là Tết                      | Đinh Công Hiếu                            | Kênh Quách Ngọc Tuyên Official                                                                         | Kênh Quách Ngọc Tuyên Official                                                                         |
| Phim chiếu mạng             | Mùa hè rực rỡ                      | Trần Đức Viễn, Hoàng Xuân Vinh (Vinh Râu) | Kênh FAP TV                                                                                            | Kênh FAP TV                                                                                            |
| Phim chiếu mạng             | Tiểu thư và ba đầu gấu             | Nguyễn Thành Nam                          | Kênh Thanh Tân Official                                                                                | Kênh Thanh Tân Official                                                                                |
| Phim chiếu mạng             | Ván cờ người                       | Huỳnh Tường Vũ (AK Vũ)                    | Kênh Kaya Entertainment                                                                                | Kênh Kaya Entertainment                                                                                |
| Phim chiếu mạng             | Giang hồ hẻm                       | Hưng HP                                   | Kênh Hạo Nhiên Studio                                                                                  | Kênh Hạo Nhiên Studio                                                                                  |
| Phim chiếu mạng             | Thạch Sanh Lý Thanh                | Lê Trường Sơn (Neko Lê)                   | Kênh Ngọc Thanh Tâm Official                                                                           | Kênh Ngọc Thanh Tâm Official                                                                           |
| Phim chiếu mạng             | Lời hứa mùa hạ                     |                                           | Kênh O2 Production                                                                                     | Kênh O2 Production                                                                                     |
| Phim chiếu mạng             | Siêu trợ lý                        | Giang Thanh                               | Kênh Trương Quỳnh Anh Official                                                                         | Kênh Trương Quỳnh Anh Official                                                                         |

#### Danh sách đề cử
Đánh dấu màu vàng nhạt chỉ các cá nhân, tác phẩm lọt top 3 đề cử chính thức.
|                                   | Tên đề cử             | Phim                  |
| Phim hay nhất                     | Hạnh phúc máu         | Hạnh phúc máu         |
| Phim hay nhất                     | Tro tàn rực rỡ        |                       |
| Phim hay nhất                     | Nhà bà Nữ             |                       |
| Phim hay nhất                     | Chị chị em em 2       |                       |
| Phim hay nhất                     | Siêu lừa gặp siêu lầy |                       |
| Phim hay nhất                     | Con Nhót mót chồng    |                       |
| Phim hay nhất                     | Kẻ ẩn danh            |                       |
| Phim hay nhất                     | Người vợ cuối cùng    |                       |
|                                   |                       |                       |
| Đạo diễn xuất sắc nhất            | Nguyễn Chung          | Hạnh phúc máu         |
| Đạo diễn xuất sắc nhất            | Bùi Thạc Chuyên       | Tro tàn rực rỡ        |
| Đạo diễn xuất sắc nhất            | Trấn Thành            | Nhà bà Nữ             |
| Đạo diễn xuất sắc nhất            | Vũ Ngọc Đãng          | Chị chị em em 2       |
| Đạo diễn xuất sắc nhất            | Vũ Ngọc Đãng          | Con Nhót mót chồng    |
| Đạo diễn xuất sắc nhất            | Võ Thanh Hòa          | Siêu lừa gặp siêu lầy |
| Đạo diễn xuất sắc nhất            | Trần Trọng Dần        | Kẻ ẩn danh            |
| Đạo diễn xuất sắc nhất            | Victor Vũ             | Người vợ cuối cùng    |
|                                   |                       |                       |
| Sáng tạo xuất sắc                 | K'Linh                | Tro tàn rực rỡ        |
| Sáng tạo xuất sắc                 | Lê Văn Thanh          | Tro tàn rực rỡ        |
| Sáng tạo xuất sắc                 | Kefi Abrikh           | Kẻ ẩn danh            |
| Sáng tạo xuất sắc                 | Dominic Pereira       | Người vợ cuối cùng    |
| Sáng tạo xuất sắc                 | Ghia Ci Fam           | Người vợ cuối cùng    |
|                                   |                       |                       |
| Nam diễn viên được yêu thích nhất | Anh Tú                | Siêu lừa gặp siêu lầy |
| Nam diễn viên được yêu thích nhất | Mạc Văn Khoa          | Siêu lừa gặp siêu lầy |
| Nam diễn viên được yêu thích nhất | Thái Hòa              | Con Nhót mót chồng    |
| Nam diễn viên được yêu thích nhất | Kiều Minh Tuấn        | Kẻ ẩn danh            |
| Nam diễn viên được yêu thích nhất | Thuận Nguyễn          | Người vợ cuối cùng    |
|                                   |                       |                       |
| Nữ diễn viên được yêu thích nhất  | Kim Xuân              | Hạnh phúc máu         |
| Nữ diễn viên được yêu thích nhất  | Bảo Ngọc Doling       | Tro tàn rực rỡ        |
| Nữ diễn viên được yêu thích nhất  | Phương Anh Đào        | Tro tàn rực rỡ        |
| Nữ diễn viên được yêu thích nhất  | Lê Giang              | Nhà bà Nữ             |
| Nữ diễn viên được yêu thích nhất  | Uyển Ân               | Nhà bà Nữ             |
| Nữ diễn viên được yêu thích nhất  | Minh Hằng             | Chị chị em em 2       |
| Nữ diễn viên được yêu thích nhất  | Thu Trang             | Con Nhót mót chồng    |
| Nữ diễn viên được yêu thích nhất  | Kaity Nguyễn          | Người vợ cuối cùng    |
|                                   |                       |                       |
| Nam diễn viên chính xuất sắc nhất | Anh Tú                | Siêu lừa gặp siêu lầy |
| Nam diễn viên chính xuất sắc nhất | Mạc Văn Khoa          | Siêu lừa gặp siêu lầy |
| Nam diễn viên chính xuất sắc nhất | Thái Hòa              | Con Nhót mót chồng    |
| Nam diễn viên chính xuất sắc nhất | Kiều Minh Tuấn        | Kẻ ẩn danh            |
| Nam diễn viên chính xuất sắc nhất | Thuận Nguyễn          | Người vợ cuối cùng    |
| Nam diễn viên chính xuất sắc nhất | Dược Sĩ Tiến          | Hạnh phúc máu         |
|                                   |                       |                       |
| Nữ diễn viên chính xuất sắc nhất  | Kim Xuân              | Hạnh phúc máu         |
| Nữ diễn viên chính xuất sắc nhất  | Bảo Ngọc Doling       | Tro tàn rực rỡ        |
| Nữ diễn viên chính xuất sắc nhất  | Phương Anh Đào        | Tro tàn rực rỡ        |
| Nữ diễn viên chính xuất sắc nhất  | Lê Giang              | Nhà bà Nữ             |
| Nữ diễn viên chính xuất sắc nhất  | Uyển Ân               | Nhà bà Nữ             |
| Nữ diễn viên chính xuất sắc nhất  | Minh Hằng             | Chị chị em em 2       |
| Nữ diễn viên chính xuất sắc nhất  | Thu Trang             | Con Nhót mót chồng    |
| Nữ diễn viên chính xuất sắc nhất  | Kaity Nguyễn          | Người vợ cuối cùng    |
|                                   |                       |                       |
| Nam diễn viên phụ xuất sắc nhất   | Quang Tuấn            | Tro tàn rực rỡ        |
| Nam diễn viên phụ xuất sắc nhất   | Trấn Thành            | Nhà bà Nữ             |
| Nam diễn viên phụ xuất sắc nhất   | Tiến Luật             | Con Nhót mót chồng    |
| Nam diễn viên phụ xuất sắc nhất   | Quốc Huy              | Người vợ cuối cùng    |
|                                   |                       |                       |
| Nữ diễn viên phụ xuất sắc nhất    | Hạnh Thúy             | Tro tàn rực rỡ        |
| Nữ diễn viên phụ xuất sắc nhất    | Hồng Vân              | Con Nhót mót chồng    |
| Nữ diễn viên phụ xuất sắc nhất    | Kim Oanh              | Người vợ cuối cùng    |
| Nữ diễn viên phụ xuất sắc nhất    | Đinh Ngọc Diệp        | Người vợ cuối cùng    |
|                                   |                       |                       |
| Guơng mặt triển vọng              | Lê Công Hoàng         | Tro tàn rực rỡ        |
| Guơng mặt triển vọng              | Ngọc Phước            | Siêu lừa gặp siêu lầy |
| Guơng mặt triển vọng              | Lưu Ly                | Người vợ cuối cùng    |
| Guơng mặt triển vọng              | Phạm Huỳnh Hữu Tài    | Hạnh phúc máu         |

|                                   | Tên đề cử               | Phim                   |
| Phim hay nhất                     | Chủ tịch giao hàng      | Chủ tịch giao hàng     |
| Phim hay nhất                     | Chuyện nhà Tí           |                        |
| Phim hay nhất                     | Phúc Cọp (Chạm)         |                        |
| Phim hay nhất                     | Vi Cá tiền truyện       |                        |
| Phim hay nhất                     | Mùa hè rực rỡ           |                        |
| Phim hay nhất                     | Tiểu thư và ba đầu gấu  |                        |
| Phim hay nhất                     | Về nhà là Tết           |                        |
| Phim hay nhất                     | Ván cờ người            |                        |
| Phim hay nhất                     | Giang hồ hẻm            |                        |
| Phim hay nhất                     | Thạch Sanh Lý Thanh     |                        |
| Phim hay nhất                     | Lời hứa mùa hạ          |                        |
| Phim hay nhất                     | Siêu trợ lý             |                        |
|                                   |                         |                        |
| Phim được yêu thích nhất          | Chủ tịch giao hàng      | Chủ tịch giao hàng     |
| Phim được yêu thích nhất          | Chuyện nhà Tí           |                        |
| Phim được yêu thích nhất          | Phúc Cọp (Chạm)         |                        |
| Phim được yêu thích nhất          | Vi Cá tiền truyện       |                        |
| Phim được yêu thích nhất          | Mùa hè rực rỡ           |                        |
| Phim được yêu thích nhất          | Tiểu thư và ba đầu gấu  |                        |
| Phim được yêu thích nhất          | Về nhà là Tết           |                        |
| Phim được yêu thích nhất          | Ván cờ người            |                        |
| Phim được yêu thích nhất          | Giang hồ hẻm            |                        |
| Phim được yêu thích nhất          | Thạch Sanh Lý Thanh     |                        |
| Phim được yêu thích nhất          | Lời hứa mùa hạ          |                        |
| Phim được yêu thích nhất          | Siêu trợ lý             |                        |
|                                   |                         |                        |
| Nam diễn viên được yêu thích nhất | Ưng Hoàng Phúc          | Phúc Cọp (Chạm)        |
| Nam diễn viên được yêu thích nhất | Ngô Thành Tá            | Phúc Cọp (Chạm)        |
| Nam diễn viên được yêu thích nhất | Minh Dự                 | Chuyện nhà Tí          |
| Nam diễn viên được yêu thích nhất | Trường Giang            | Chủ tịch giao hàng     |
| Nam diễn viên được yêu thích nhất | Hieuthuhai              | Chủ tịch giao hàng     |
| Nam diễn viên được yêu thích nhất | Quách Ngọc Tuyên        | Vi Cá tiền truyện      |
| Nam diễn viên được yêu thích nhất | Quách Ngọc Tuyên        | Về nhà là Tết          |
| Nam diễn viên được yêu thích nhất | Quách Ngọc Tuyên        | Tiểu thư và ba đầu gấu |
| Nam diễn viên được yêu thích nhất | Will                    | Vi Cá tiền truyện      |
| Nam diễn viên được yêu thích nhất | Vinh Râu                | Mùa hè rực rỡ          |
| Nam diễn viên được yêu thích nhất | Thế Vinh                | Mùa hè rực rỡ          |
| Nam diễn viên được yêu thích nhất | Hoàng Mèo               | Tiểu thư và ba đầu gấu |
| Nam diễn viên được yêu thích nhất | Tân Trề                 | Tiểu thư và ba đầu gấu |
| Nam diễn viên được yêu thích nhất | Tuấn Dũng               | Về nhà là Tết          |
| Nam diễn viên được yêu thích nhất | Long Đẹp Trai           | Ván cờ người           |
| Nam diễn viên được yêu thích nhất | Ngọc Trọng              | Giang hồ hẻm           |
| Nam diễn viên được yêu thích nhất | Thành Lộc               | Thạch Sanh Lý Thanh    |
| Nam diễn viên được yêu thích nhất | Ngô Kiến Huy            | Thạch Sanh Lý Thanh    |
| Nam diễn viên được yêu thích nhất | Võ Tấn Phát             | Thạch Sanh Lý Thanh    |
| Nam diễn viên được yêu thích nhất | Quang Minh              | Thạch Sanh Lý Thanh    |
| Nam diễn viên được yêu thích nhất | Nguyễn Bá Vinh          | Lời hứa mùa hạ         |
| Nam diễn viên được yêu thích nhất | Khuơng Lê               | Siêu trợ lý            |
| Nam diễn viên được yêu thích nhất | Gi A Nguyễn             | Siêu trợ lý            |
|                                   |                         |                        |
| Nữ diễn viên được yêu thích nhất  | Phi Phụng               | Phúc Cọp (Chạm)        |
| Nữ diễn viên được yêu thích nhất  | Lâm Vỹ Dạ               | Phúc Cọp (Chạm)        |
| Nữ diễn viên được yêu thích nhất  | Kim Xuân                | Chuyện nhà Tí          |
| Nữ diễn viên được yêu thích nhất  | Hồng Đào                | Chủ tịch giao hàng     |
| Nữ diễn viên được yêu thích nhất  | Trần Tiểu Vy            | Chủ tịch giao hàng     |
| Nữ diễn viên được yêu thích nhất  | DJ Mie (Truơng Tiểu My) | Vi Cá tiền truyện      |
| Nữ diễn viên được yêu thích nhất  | Ribi Sachi              | Mùa hè rực rỡ          |
| Nữ diễn viên được yêu thích nhất  | Như Quỳnh               | Tiểu thư và ba đầu gấu |
| Nữ diễn viên được yêu thích nhất  | Thu Bi                  | Về nhà là Tết          |
| Nữ diễn viên được yêu thích nhất  | Nguyễn Hân              | Giang hồ hẻm           |
| Nữ diễn viên được yêu thích nhất  | Ngọc Thanh Tâm          | Thạch Sanh Lý Thanh    |
| Nữ diễn viên được yêu thích nhất  | Trịnh Thảo              | Thạch Sanh Lý Thanh    |
| Nữ diễn viên được yêu thích nhất  | Khả Như                 | Thạch Sanh Lý Thanh    |
| Nữ diễn viên được yêu thích nhất  | Trương Quỳnh Anh        | Siêu trợ lý            |
|                                   |                         |                        |
| Nam diễn viên xuất sắc nhất       | Ưng Hoàng Phúc          | Phúc Cọp (Chạm)        |
| Nam diễn viên xuất sắc nhất       | Ngô Thành Tá            | Phúc Cọp (Chạm)        |
| Nam diễn viên xuất sắc nhất       | Minh Dự                 | Chuyện nhà Tí          |
| Nam diễn viên xuất sắc nhất       | Trường Giang            | Chủ tịch giao hàng     |
| Nam diễn viên xuất sắc nhất       | Hieuthuhai              | Chủ tịch giao hàng     |
| Nam diễn viên xuất sắc nhất       | Quách Ngọc Tuyên        | Vi Cá tiền truyện      |
| Nam diễn viên xuất sắc nhất       | Quách Ngọc Tuyên        | Về nhà là Tết          |
| Nam diễn viên xuất sắc nhất       | Quách Ngọc Tuyên        | Tiểu thư và ba đầu gấu |
| Nam diễn viên xuất sắc nhất       | Will                    | Vi Cá tiền truyện      |
| Nam diễn viên xuất sắc nhất       | Vinh Râu                | Mùa hè rực rỡ          |
| Nam diễn viên xuất sắc nhất       | Thế Vinh                | Mùa hè rực rỡ          |
| Nam diễn viên xuất sắc nhất       | Hoàng Mèo               | Tiểu thư và ba đầu gấu |
| Nam diễn viên xuất sắc nhất       | Tân Trề                 | Tiểu thư và ba đầu gấu |
| Nam diễn viên xuất sắc nhất       | Tuấn Dũng               | Về nhà là Tết          |
| Nam diễn viên xuất sắc nhất       | Long Đẹp Trai           | Ván cờ người           |
| Nam diễn viên xuất sắc nhất       | Ngọc Trọng              | Giang hồ hẻm           |
| Nam diễn viên xuất sắc nhất       | Thành Lộc               | Thạch Sanh Lý Thanh    |
| Nam diễn viên xuất sắc nhất       | Ngô Kiến Huy            | Thạch Sanh Lý Thanh    |
| Nam diễn viên xuất sắc nhất       | Võ Tấn Phát             | Thạch Sanh Lý Thanh    |
| Nam diễn viên xuất sắc nhất       | Quang Minh              | Thạch Sanh Lý Thanh    |
| Nam diễn viên xuất sắc nhất       | Nguyễn Bá Vinh          | Lời hứa mùa hạ         |
| Nam diễn viên xuất sắc nhất       | Khuơng Lê               | Siêu trợ lý            |
| Nam diễn viên xuất sắc nhất       | Gi A Nguyễn             | Siêu trợ lý            |
|                                   |                         |                        |
| Nữ diễn viên xuất sắc nhất        | Phi Phụng               | Phúc Cọp (Chạm)        |
| Nữ diễn viên xuất sắc nhất        | Lâm Vỹ Dạ               | Phúc Cọp (Chạm)        |
| Nữ diễn viên xuất sắc nhất        | Kim Xuân                | Chuyện nhà Tí          |
| Nữ diễn viên xuất sắc nhất        | Hồng Đào                | Chủ tịch giao hàng     |
| Nữ diễn viên xuất sắc nhất        | Trần Tiểu Vy            | Chủ tịch giao hàng     |
| Nữ diễn viên xuất sắc nhất        | DJ Mie (Truơng Tiểu My) | Vi Cá tiền truyện      |
| Nữ diễn viên xuất sắc nhất        | Ribi Sachi              | Mùa hè rực rỡ          |
| Nữ diễn viên xuất sắc nhất        | Như Quỳnh               | Tiểu thư và ba đầu gấu |
| Nữ diễn viên xuất sắc nhất        | Thu Bi                  | Về nhà là Tết          |
| Nữ diễn viên xuất sắc nhất        | Nguyễn Hân              | Giang hồ hẻm           |
| Nữ diễn viên xuất sắc nhất        | Ngọc Thanh Tâm          | Thạch Sanh Lý Thanh    |
| Nữ diễn viên xuất sắc nhất        | Trịnh Thảo              | Thạch Sanh Lý Thanh    |
| Nữ diễn viên xuất sắc nhất        | Khả Như                 | Thạch Sanh Lý Thanh    |
| Nữ diễn viên xuất sắc nhất        | Trương Quỳnh Anh        | Siêu trợ lý            |

|                                   | Tên đề cử                | Phim                  |
| Phim hay nhất                     | Gieo nhân                | Gieo nhân             |
| Phim hay nhất                     | Lụa                      |                       |
| Phim hay nhất                     | Biển nhớ Thiên Di        |                       |
| Phim hay nhất                     | Chị em khác mẹ           |                       |
| Phim hay nhất                     | Vạn dặm nhân sinh        |                       |
| Phim hay nhất                     | Tình yêu dối lừa         |                       |
| Phim hay nhất                     | Hoa hồng cho sớm mai     |                       |
| Phim hay nhất                     | Có hẹn với yêu thương    |                       |
| Phim hay nhất                     | Trên cả tình thân        |                       |
| Phim hay nhất                     | Màu cát                  |                       |
|                                   |                          |                       |
| Phim được yêu thích nhất          | Gieo nhân                | Gieo nhân             |
| Phim được yêu thích nhất          | Lụa                      |                       |
| Phim được yêu thích nhất          | Biển nhớ Thiên Di        |                       |
| Phim được yêu thích nhất          | Chị em khác mẹ           |                       |
| Phim được yêu thích nhất          | Vạn dặm nhân sinh        |                       |
| Phim được yêu thích nhất          | Tình yêu dối lừa         |                       |
| Phim được yêu thích nhất          | Hoa hồng cho sớm mai     |                       |
| Phim được yêu thích nhất          | Có hẹn với yêu thương    |                       |
| Phim được yêu thích nhất          | Trên cả tình thân        |                       |
| Phim được yêu thích nhất          | Màu cát                  |                       |
|                                   |                          |                       |
| Đạo diễn xuất sắc nhất            | Hồ Ngọc Xum              | Gieo nhân             |
| Đạo diễn xuất sắc nhất            | Trần Đức Long            | Lụa                   |
| Đạo diễn xuất sắc nhất            | Hoàng Mập                | Biển nhớ Thiên Di     |
| Đạo diễn xuất sắc nhất            | Nhâm Minh Hiền           | Chị em khác mẹ        |
| Đạo diễn xuất sắc nhất            | Nhâm Minh Hiền           | Màu cát               |
| Đạo diễn xuất sắc nhất            | Quách Khoa Nam           | Vạn dặm nhân sinh     |
| Đạo diễn xuất sắc nhất            | Trần Ngọc Phong          | Tình yêu dối lừa      |
| Đạo diễn xuất sắc nhất            | Võ Việt Hùng             | Hoa hồng cho sớm mai  |
| Đạo diễn xuất sắc nhất            | Xuân Phước               | Có hẹn với yêu thương |
| Đạo diễn xuất sắc nhất            | Thái Trình               | Trên cả tình thân     |
|                                   |                          |                       |
| Nam diễn viên được yêu thích nhất | Thanh Nam                | Vạn dặm nhân sinh     |
| Nam diễn viên được yêu thích nhất | Nguyễn Quốc Trường Thịnh | Vạn dặm nhân sinh     |
| Nam diễn viên được yêu thích nhất | Anh Tài                  | Tình yêu dối lừa      |
| Nam diễn viên được yêu thích nhất | Lê Minh Thành            | Hoa hồng cho sớm mai  |
| Nam diễn viên được yêu thích nhất | Tim                      | Hoa hồng cho sớm mai  |
| Nam diễn viên được yêu thích nhất | Hải Nam                  | Trên cả tình thân     |
| Nam diễn viên được yêu thích nhất | Lương Thế Thành          | Màu cát               |
| Nam diễn viên được yêu thích nhất | Nam Cường                | Gieo nhân             |
| Nam diễn viên được yêu thích nhất | Huỳnh Đua                | Gieo nhân             |
| Nam diễn viên được yêu thích nhất | Mã Hiểu Đông             | Lụa                   |
| Nam diễn viên được yêu thích nhất | Đạt Nguyễn               | Lụa                   |
| Nam diễn viên được yêu thích nhất | Huỳnh Đông               | Có hẹn với yêu thương |
| Nam diễn viên được yêu thích nhất | Trương Minh Quốc Thái    | Chị em khác mẹ        |
| Nam diễn viên được yêu thích nhất | Cao Minh Đạt             | Biển nhớ Thiên Di     |
|                                   |                          |                       |
| Nữ diễn viên được yêu thích nhất  | Thanh Trúc               | Vạn dặm nhân sinh     |
| Nữ diễn viên được yêu thích nhất  | Bích Ngọc                | Tình yêu dối lừa      |
| Nữ diễn viên được yêu thích nhất  | Ngô Phương Anh           | Tình yêu dối lừa      |
| Nữ diễn viên được yêu thích nhất  | Tường Vi                 | Hoa hồng cho sớm mai  |
| Nữ diễn viên được yêu thích nhất  | Thiên Nga                | Trên cả tình thân     |
| Nữ diễn viên được yêu thích nhất  | Yeye Nhật Hạ             | Chị em khác mẹ        |
| Nữ diễn viên được yêu thích nhất  | Yeye Nhật Hạ             | Màu cát               |
| Nữ diễn viên được yêu thích nhất  | Kan.D                    | Gieo nhân             |
| Nữ diễn viên được yêu thích nhất  | Phúc An                  | Gieo nhân             |
| Nữ diễn viên được yêu thích nhất  | Oanh Kiều                | Lụa                   |
| Nữ diễn viên được yêu thích nhất  | Bella Mai                | Lụa                   |
| Nữ diễn viên được yêu thích nhất  | Lê Bê La                 | Có hẹn với yêu thương |
| Nữ diễn viên được yêu thích nhất  | Đàm Phương Linh          | Chị em khác mẹ        |
| Nữ diễn viên được yêu thích nhất  | Lily Chen                | Chị em khác mẹ        |
| Nữ diễn viên được yêu thích nhất  | Việt Hương               | Biển nhớ Thiên Di     |
| Nữ diễn viên được yêu thích nhất  | Phương Khánh             | Biển nhớ Thiên Di     |
|                                   |                          |                       |
| Nam diễn viên xuất sắc nhất       | Thanh Nam                | Vạn dặm nhân sinh     |
| Nam diễn viên xuất sắc nhất       | Nguyễn Quốc Trường Thịnh | Vạn dặm nhân sinh     |
| Nam diễn viên xuất sắc nhất       | Anh Tài                  | Tình yêu dối lừa      |
| Nam diễn viên xuất sắc nhất       | Lê Minh Thành            | Hoa hồng cho sớm mai  |
| Nam diễn viên xuất sắc nhất       | Tim                      | Hoa hồng cho sớm mai  |
| Nam diễn viên xuất sắc nhất       | Hải Nam                  | Trên cả tình thân     |
| Nam diễn viên xuất sắc nhất       | Lương Thế Thành          | Màu cát               |
| Nam diễn viên xuất sắc nhất       | Nam Cường                | Gieo nhân             |
| Nam diễn viên xuất sắc nhất       | Huỳnh Đua                | Gieo nhân             |
| Nam diễn viên xuất sắc nhất       | Mã Hiểu Đông             | Lụa                   |
| Nam diễn viên xuất sắc nhất       | Đạt Nguyễn               | Lụa                   |
| Nam diễn viên xuất sắc nhất       | Huỳnh Đông               | Có hẹn với yêu thương |
| Nam diễn viên xuất sắc nhất       | Trương Minh Quốc Thái    | Chị em khác mẹ        |
| Nam diễn viên xuất sắc nhất       | Cao Minh Đạt             | Biển nhớ Thiên Di     |
|                                   |                          |                       |
| Nữ diễn viên xuất sắc nhất        | Thanh Trúc               | Vạn dặm nhân sinh     |
| Nữ diễn viên xuất sắc nhất        | Bích Ngọc                | Tình yêu dối lừa      |
| Nữ diễn viên xuất sắc nhất        | Ngô Phương Anh           | Tình yêu dối lừa      |
| Nữ diễn viên xuất sắc nhất        | Tường Vi                 | Hoa hồng cho sớm mai  |
| Nữ diễn viên xuất sắc nhất        | Thiên Nga                | Trên cả tình thân     |
| Nữ diễn viên xuất sắc nhất        | Yeye Nhật Hạ             | Màu cát               |
| Nữ diễn viên xuất sắc nhất        | Yeye Nhật Hạ             | Chị em khác mẹ        |
| Nữ diễn viên xuất sắc nhất        | Kan.D                    | Gieo nhân             |
| Nữ diễn viên xuất sắc nhất        | Phúc An                  | Gieo nhân             |
| Nữ diễn viên xuất sắc nhất        | Oanh Kiều                | Lụa                   |
| Nữ diễn viên xuất sắc nhất        | Bella Mai                | Lụa                   |
| Nữ diễn viên xuất sắc nhất        | Lê Bê La                 | Có hẹn với yêu thương |
| Nữ diễn viên xuất sắc nhất        | Đàm Phương Linh          | Chị em khác mẹ        |
| Nữ diễn viên xuất sắc nhất        | Lily Chen                | Chị em khác mẹ        |
| Nữ diễn viên xuất sắc nhất        | Việt Hương               | Biển nhớ Thiên Di     |
| Nữ diễn viên xuất sắc nhất        | Phương Khánh             | Biển nhớ Thiên Di     |
|                                   |                          |                       |
| Gương mặt triển vọng              | Mỹ Ngân                  | Tình yêu dối lừa      |
| Gương mặt triển vọng              | Tuấn Kiệt                | Gieo nhân             |
| Gương mặt triển vọng              | Thanh Tú                 | Gieo nhân             |
| Gương mặt triển vọng              | Hiền Ngô                 | Màu cát               |
| Gương mặt triển vọng              | Mai Bích Trâm            | Hoa hồng cho sớm mai  |
| Gương mặt triển vọng              | Khánh Trinh              | Biển nhớ Thiên Di     |

|                                   | Tên đề cử                          | Phim                               |
| Phim được yêu thích nhất          | Thâm kế độc tình                   | Thâm kế độc tình                   |
| Phim được yêu thích nhất          | Nữ thần rắn báo thù                |                                    |
| Phim được yêu thích nhất          | Ngôi làng huyền bí                 |                                    |
| Phim được yêu thích nhất          | Tình ký song sinh                  |                                    |
| Phim được yêu thích nhất          | Ma cà rồng khi yêu                 |                                    |
| Phim được yêu thích nhất          | Với tôi anh chỉ là người nguy hiểm |                                    |
| Phim được yêu thích nhất          | Mộng Hồ Điệp                       |                                    |
| Phim được yêu thích nhất          | Nghe nói em thích tôi              |                                    |
| Phim được yêu thích nhất          | Rừng hoa rực lửa                   |                                    |
|                                   |                                    |                                    |
| Nam diễn viên được yêu thích nhất | Bright Norraphat                   | Thâm kế độc tình                   |
| Nam diễn viên được yêu thích nhất | Art Phasut                         | Thâm kế độc tình                   |
| Nam diễn viên được yêu thích nhất | Simba Nagpal                       | Nữ thần rắn báo thù                |
| Nam diễn viên được yêu thích nhất | Smart Krissada                     | Ngôi làng huyền bí                 |
| Nam diễn viên được yêu thích nhất | Andrew Gregson                     | Tình ký song sinh                  |
| Nam diễn viên được yêu thích nhất | Ohm Atshar Nampan                  | Ma cà rồng khi yêu                 |
| Nam diễn viên được yêu thích nhất | Nut Devahastin                     | Ma cà rồng khi yêu                 |
| Nam diễn viên được yêu thích nhất | Fan Zhi Xin                        | Với tôi anh chỉ là người nguy hiểm |
| Nam diễn viên được yêu thích nhất | Thanapat Kawila                    | Mộng Hồ Điệp                       |
| Nam diễn viên được yêu thích nhất | Rachata Hampanont                  | Mộng Hồ Điệp                       |
| Nam diễn viên được yêu thích nhất | Kitsakorn Kanogtorn                | Mộng Hồ Điệp                       |
| Nam diễn viên được yêu thích nhất | Peng Guan Ying                     | Nghe nói em thích tôi              |
| Nam diễn viên được yêu thích nhất | Push Puttichai Kasetsin            | Rừng hoa rực lửa                   |
| Nam diễn viên được yêu thích nhất | New Thitipoom Techa-apaikhun       | Rừng hoa rực lửa                   |
|                                   |                                    |                                    |
| Nữ diễn viên được yêu thích nhất  | Marie Broenner                     | Thâm kế độc tình                   |
| Nữ diễn viên được yêu thích nhất  | Bee Namthip                        | Thâm kế độc tình                   |
| Nữ diễn viên được yêu thích nhất  | Tejasswi Prakash                   | Nữ thần rắn báo thù                |
| Nữ diễn viên được yêu thích nhất  | Mahek Chahal                       | Nữ thần rắn báo thù                |
| Nữ diễn viên được yêu thích nhất  | Fai Weluree                        | Ngôi làng huyền bí                 |
| Nữ diễn viên được yêu thích nhất  | Cheer Thikumporn Rittapinun        | Tình ký song sinh                  |
| Nữ diễn viên được yêu thích nhất  | Arisara Thongborisut               | Tình ký song sinh                  |
| Nữ diễn viên được yêu thích nhất  | Shorlajhan Wannapks                | Tình ký song sinh                  |
| Nữ diễn viên được yêu thích nhất  | Benz Punyaporn                     | Ma cà rồng khi yêu                 |
| Nữ diễn viên được yêu thích nhất  | Nutwara Vongvasana                 | Ma cà rồng khi yêu                 |
| Nữ diễn viên được yêu thích nhất  | Li Mo Zhi                          | Với tôi anh chỉ là người nguy hiểm |
| Nữ diễn viên được yêu thích nhất  | Panward Hemmanee                   | Mộng Hồ Điệp                       |
| Nữ diễn viên được yêu thích nhất  | Wang Chu Ran                       | Nghe nói em thích tôi              |
| Nữ diễn viên được yêu thích nhất  | Pim Pimprapa Tangprabhaporn        | Rừng hoa rực lửa                   |

### Lễ trao giải

#### Dẫn chương trình và trao giải
| Thứ tự | Người trao giải                | Giải thưởng                                                     |
| ------ | ------------------------------ | --------------------------------------------------------------- |
| 1      | Trần Đức Thành, Hồng Vân       | Nam diễn viên được yêu thích nhất – Phim chiếu mạng             |
| 1      | Trần Đức Thành, Hồng Vân       | Nữ diễn viên được yêu thích nhất – Phim chiếu mạng              |
| 2      | Đức Thịnh, Lê Nguyễn Bảo Ngọc  | Nam diễn viên xuất sắc nhất – Phim chiếu mạng                   |
| 2      | Đức Thịnh, Lê Nguyễn Bảo Ngọc  | Nữ diễn viên xuất sắc nhất – Phim chiếu mạng                    |
| 3      | Châu Thổ, Đoàn Minh Tài        | Gương mặt triển vọng – Phim truyền hình Việt Nam                |
| 3      | Châu Thổ, Đoàn Minh Tài        | Gương mặt triển vọng – Phim điện ảnh                            |
| 4      | Phùng Công Dũng, Trịnh Kim Chi | Nam diễn viên được yêu thích nhất – Phim truyền hình Việt Nam   |
| 4      | Phùng Công Dũng, Trịnh Kim Chi | Nữ diễn viên được yêu thích nhất – Phim truyền hình Việt Nam    |
| 5      | Kim Xuân, Trương Thế Vinh      | Nam diễn viên xuất sắc nhất – Phim truyền hình Việt Nam         |
| 5      | Kim Xuân, Trương Thế Vinh      | Nữ diễn viên xuất sắc nhất – Phim truyền hình Việt Nam          |
| 6      | Raymond Wong, Lương Thùy Linh  | Nam diễn viên được yêu thích nhất – Phim truyền hình nước ngoài |
| 6      | Raymond Wong, Lương Thùy Linh  | Nữ diễn viên được yêu thích nhất – Phim truyền hình nước ngoài  |
| 6      | Raymond Wong, Lương Thùy Linh  | Phim truyền hình nước ngoài được yêu thích nhất (công bố)       |
| 7      | Lê Hoàng, Đoàn Thiên Ân        | Sáng tạo xuất sắc                                               |
| 8      | Lâm Chí Thiện, Diễm My 9x      | Nam diễn viên được yêu thích nhất – Phim điện ảnh               |
| 8      | Lâm Chí Thiện, Diễm My 9x      | Nữ diễn viên được yêu thích nhất – Phim điện ảnh                |
| 9      | Đỗ Lệnh Hồng Tú, Kim Tuyến     | Nam diễn viên phụ xuất sắc nhất – Phim điện ảnh                 |
| 9      | Đỗ Lệnh Hồng Tú, Kim Tuyến     | Nữ diễn viên phụ xuất sắc nhất – Phim điện ảnh                  |
| 10     | Ngô Phương Lan, Quyền Linh     | Nam diễn viên chính xuất sắc nhất – Phim điện ảnh               |
| 10     | Ngô Phương Lan, Quyền Linh     | Nữ diễn viên chính xuất sắc nhất – Phim điện ảnh                |
| 11     | Dương Cẩm Thúy, Đào Bá Sơn     | Đạo diễn xuất sắc nhất – Phim điện ảnh                          |
| 11     | Dương Cẩm Thúy, Đào Bá Sơn     | Đạo diễn xuất sắc nhất – Phim truyền hình Việt Nam              |
| 12     | Nguyễn Thế Kỷ, Puka            | Phim chiếu mạng hay nhất                                        |
| 12     | Nguyễn Thế Kỷ, Puka            | Phim chiếu mạng được yêu thích nhất                             |
| 13     | Lâm Chí Thiện, Kim Cương       | Phim truyền hình Việt Nam được yêu thích nhất                   |
| 13     | Lâm Chí Thiện, Kim Cương       | Phim truyền hình Việt Nam hay nhất                              |
| 14     | Lâm Chí Thiện                  | Phim truyền hình nước ngoài được yêu thích nhất (trao giải)     |
| 15     | Đinh Trọng Tuấn, Mai Phương    | Phim điện ảnh hay nhất                                          |

#### Trình diễn
| Thứ tự | Ca khúc                                    | Biểu diễn                                   |
| ------ | ------------------------------------------ | ------------------------------------------- |
| 1      | Chạm                                       | Ưng Hoàng Phúc                              |
| 2      | Trọn vẹn nghĩa tình (OST Phúc Cọp)         | Ưng Hoàng Phúc, Blacka, Vũ đoàn Phương Việt |
| 3      | Triệu phú (OST Siêu lừa gặp siêu lầy)      | Bùi Công Nam, Vũ đoàn Phương Việt           |
| 4      | Năm qua đã làm gì                          | Bùi Công Nam, Vũ đoàn Phương Việt           |
| 5      | Yêu đương khó quá thì chạy về khóc với anh | Erik                                        |
| 6      | Ghen                                       | Erik, Vũ đoàn Oh                            |
| 7      | Đại minh tinh                              | Văn Mai Hương, dàn nhạc giao hưởng          |

## Danh sách đề cử và đoạt giải

### Phim điện ảnh
| Phim hay nhất - Nhà bà Nữ – Trấn Thành - Tro tàn rực rỡ – Bùi Thạc Chuyên - Người vợ cuối cùng – Victor Vũ                                                                                                   | Đạo diễn xuất sắc nhất - Trấn Thành – Nhà bà Nữ - Bùi Thạc Chuyên – Tro tàn rực rỡ - Victor Vũ – Người vợ cuối cùng                                                           |
| Sáng tạo xuất sắc - Ghia Ci Fam – Người vợ cuối cùng (Giám đốc mỹ thuật - Phục trang và bối cảnh) - Dominic Pereira – Người vợ cuối cùng (Đạo diễn hình ảnh) - Kefi Abrikh – Kẻ ẩn danh (Đạo diễn hành động) | Gương mặt triển vọng - Phạm Huỳnh Hữu Tài – Hạnh phúc máu (vai Thái Phong) - Lê Công Hoàng – Tro tàn rực rỡ (vai Duơng) - Ngọc Phước – Siêu lừa gặp siêu lầy (Mã Lai)         |
| Nam diễn viên được yêu thích nhất - Kiều Minh Tuấn – Kẻ ẩn danh (vai Lâm) - Thuận Nguyễn – Người vợ cuối cùng (vai Nhân) - Anh Tú – Siêu lừa gặp siêu lầy (vai Tú)                                           | Nữ diễn viên được yêu thích nhất - Minh Hằng – Chị chị em em 2 (vai Ba Trà) - Phương Anh Đào – Tro tàn rực rỡ (vai Nhàn) - Kaity Nguyễn – Người vợ cuối cùng (vai Linh)       |
| Nam diễn viên chính xuất sắc nhất - Thuận Nguyễn – Người vợ cuối cùng (vai Nhân) - Kiều Minh Tuấn – Kẻ ẩn danh (vai Lâm) - Dược Sĩ Tiến – Hạnh phúc máu (vai Vĩnh An)                                        | Nữ diễn viên chính xuất sắc nhất - Lê Giang – Nhà bà Nữ (vai Ngọc Nữ) - Kim Xuân – Hạnh phúc máu (vai Hà Phuơng) - Kaity Nguyễn – Người vợ cuối cùng (vai Linh)               |
| Nam diễn viên phụ xuất sắc nhất - Quốc Huy – Người vợ cuối cùng (vai Kiên) - Trấn Thành – Nhà bà Nữ (vai Phú Nhuận) - Tiến Luật – Con Nhót mót chồng (vai Mạnh)                                              | Nữ diễn viên phụ xuất sắc nhất - Hạnh Thúy – Tro tàn rực rỡ (vai Loan "khùng") - Kim Oanh – Người vợ cuối cùng (vai Bà Cả) - Đinh Ngọc Diệp – Người vợ cuối cùng (vai Bà Hai) |

### Phim truyền hình

#### Việt Nam
| Phim hay nhất - Chị em khác mẹ – Nhâm Minh Hiền - Vạn dặm nhân sinh – Quách Khoa Nam - Lụa – Trần Đức Long                                                                                 | Phim được yêu thích nhất - Trên cả tình thân – Thái Trình - Hoa hồng cho sớm mai – Võ Việt Hùng - Tình yêu dối lừa – Trần Ngọc Phong                                         |
| Đạo diễn xuất sắc nhất - Nhâm Minh Hiền – Chị em khác mẹ - Trần Đức Long – Lụa - Hồ Ngọc Xum – Gieo nhân                                                                                   | Gương mặt triển vọng - Mỹ Ngân – Tình yêu dối lừa (vai Hoàng Vân lúc nhỏ) - Khánh Trinh – Biển nhớ Thiên Di (vai Ngọc Xuân) - Tuấn Kiệt – Gieo nhân (vai Thành Cang lúc nhỏ) |
| Nam diễn viên được yêu thích nhất - Nguyễn Quốc Trường Thịnh – Vạn dặm nhân sinh (vai Tâm) - Anh Tài – Tình yêu dối lừa (vai Việt Bách) - Lê Minh Thành – Hoa hồng cho sớm mai (vai Trung) | Nữ diễn viên được yêu thích nhất - Yeye Nhật Hạ – Chị em khác mẹ (vai Kiều Loan) - Bích Ngọc – Tình yêu dối lừa (vai Khánh My) - Tường Vi – Hoa hồng cho sớm mai (vai Hằng)  |
| Nam diễn viên chính xuất sắc nhất - Mã Hiểu Đông – Lụa (vai Minh) - Lương Thế Thành – Màu cát (vai Phong) - Trương Minh Quốc Thái – Chị em khác mẹ (vai Phước)                             | Nữ diễn viên chính xuất sắc nhất - Đàm Phương Linh – Chị em khác mẹ (vai Kiều Thư) - Thanh Trúc – Vạn dặm nhân sinh (vai An) - Oanh Kiều – Lụa (vai Khánh Thư)               |

#### Nước ngoài
| Phim được yêu thích nhất - Mộng Hồ Điệp - Nữ thần rắn báo thù - Thâm kế độc tình | |
| Nam diễn viên được yêu thích nhất - Rachata Hampanont – Mộng Hồ Điệp (vai Jiu) - Thanapat Kawila – Mộng Hồ Điệp (vai Titan) - New Thitipoom Techa-apaikhun – Rừng hoa rực lửa (vai Boonpharet) | Nữ diễn viên được yêu thích nhất - Bee Namthip – Thâm kế độc tình (vai Nisa) - Tejasswi Prakash – Nữ thần rắn báo thù (vai Pratha / Prathna) - Mahek Chahal – Nữ thần rắn báo thù (vai Mahek) |

### Phim chiếu mạng
| Phim hay nhất - Chủ tịch giao hàng - Thạch Sanh Lý Thanh - Siêu trợ lý                                                                       | Phim được yêu thích nhất - Thạch Sanh Lý Thanh - Vi Cá tiền truyện - Chủ tịch giao hàng                                                             |
| Nam diễn viên được yêu thích nhất - Trường Giang – Chủ tịch giao hàng - Hieuthuhai – Chủ tịch giao hàng - Ngô Kiến Huy – Thạch Sanh Lý Thanh | Nữ diễn viên được yêu thích nhất - Ngọc Thanh Tâm – Thạch Sanh Lý Thanh - Lâm Vỹ Dạ – Phúc Cọp (Chạm) - DJ Mie (Truơng Tiểu My) – Vi Cá tiền truyện |
| Nam diễn viên xuất sắc nhất - Trường Giang – Chủ tịch giao hàng - Ngô Kiến Huy – Thạch Sanh Lý Thanh - Thành Lộc – Thạch Sanh Lý Thanh       | Nữ diễn viên được yêu thích nhất - Ngọc Thanh Tâm – Thạch Sanh Lý Thanh - Khả Như – Thạch Sanh Lý Thanh - Trương Quỳnh Anh – Siêu trợ lý            |